# Guillermo Dávila San Román
Guillermo Dávila San Román (Nonogasta, 1859-1928) fue un político argentino que se desempeñó como gobernador de la provincia de La Rioja entre 1907 y 1910.

## Biografía
Nació en Nonogasta en 1859, hijo de Guillermo Dávila Gordillo. Su hermano Florencio ocupó el cargo de gobernador de La Rioja entre 1923 y 1925.
Militó en el Partido Republicano de Emilio Mitre. Fue ministro general durante la gobernación de Wenceslao Frías, entre 1904 y 1907. Ese último año sucedió a Frías como gobernador de la provincia de La Rioja, desempeñando el cargo hasta 1910. Había llegado al cargo a través de un acuerdo con el Partido Autonomista Nacional.
Durante su gestión, se inauguró la Escuela Normal de Chilecito. Un conflicto se desató en 1910, producto de la intención de Dávila San Román a imponer a un pariente suyo como sucesor, por fuera del acuerdo que lo había consagrado en el cargo. La provincia fue intervenida por Adolfo Salinas.
Tras su mandato, fue diputado en la Legislatura de la Provincia de La Rioja por el Departamento Famatina. En 1923, lo fue por el Departamento Chilecito. También fue fundador de la Unión Cívica Radical de La Rioja, con el fin de nuclear antiguos conservadores.
Falleció en 1928.